# Mats Höjer
Mats Johan Höjer, född 12 juni 1958 i Boo församling i Stockholms län, är en svensk trubadur och låtskrivare. 
Höjer började spela visor under 1970-talets vänstervåg. Han skriver eget material och tolkar andras sånger. Han utbildade sig till ämneslärare i Göteborg på 1980-talet, men ägnade sig åt visspelandet i gruppen Capo Dastro tillsammans med Olle Dahlén på kontrabas och sopransaxofon och Christer Ågren på gitarr. De spelade på Visfestivalen i Västervik 1987, men splittrades senare på 1980-talet. 
Höjer medverkade 1980-81 som "husband" i P3:s Vågspel med Luren med en ny visa varje vecka. 1991-96 producerade han Höjers Hörna i Radio Dalarna, ett satirprogram om smått och stort i världen. Han var även programledare i ett hundratal frågesportprogram i TV4 Bergslagen. Han startade och drev Borlänge Visfestival åren 1996-2001.
Mats Höjer har gett ut ett soloalbum (Envisman, 1990, Liphone records) samt medverkat på två samlingsskivor: (Young and free, 1990) och (Toms Album, 1991, A&M Records). Han turnerar med gitarristen Sölve Olofsson i föreställningar om Olle Adolphson; Min Olle värmer mig, kring Allan Edwalls material - "Mats & Sölve spelar ALLAN", samt "Vad drömde du inatt" kring Cornelis Vreeswijks material. Höjer är även teaterproducent på Dalateatern.
Höjer framträder ibland som berättare vid klassiska konserter och har arbetat tillsammans med Dalasinfoniettan, samt även med Borlänge orkesterförening och för fyrverkerikonserten Festival Salute i Borlänge sedan 2008.
Mats Höjer är sonson till generaldirektören Axel Höjer och författaren Signe Höjer samt bror till författaren Dan Höjer.

## Diskografi
- 1990 Envisman   - Liphone records
- 1991 Young and free - UNF
- 1991 Tom's album - A&M Records
- 1994 Stencilerade svar (Solsting) - UNF